# Enrico Bigatti
Enrico Bigatti (Crescenzago, 25 giugno 1910 – Inzago, 30 dicembre 1960) è stato un presbitero, educatore e antifascista italiano, noto soprattutto per le sue attività legate allo scautismo clandestino e alla Resistenza in Lombardia dall'inizio dell'epoca fascista fino a dopo la seconda guerra mondiale.

## Biografia
Nato da famiglia povera e numerosa, resta presto orfano del padre. Inizia gli studi tra i padri Monfortani li e prosegue nel seminario di Venegono; il cardinale Alfredo Ildefonso Schuster lo ordina sacerdote il 22 maggio 1937,  il suo primo incarico pastorale è tra i ragazzi handicappati dell'istituto San Vincenzo di Via Copernico a Milano; collabora inoltre alla Carità dell'Arcivescovo, assieme all'amico Carlo Bianchi.
Dal settembre 1943, collabora con Andrea Ghetti, Aurelio Giussani, Natale Motta, Giovanni Barbareschi e le Aquile Randagie, alla fondazione dell'organizzazione O.S.C.A.R., la quale ebbe un grande merito nel salvare vite umane.
Nel gennaio 1944, quando viene trasferito a Crescenzago presso la chiesa di Santa Maria Rossa, la sua canonica diventa uno dei centri di smistamento delle Aquile Randagie per ricercati, ebrei e politici che fuggono in Svizzera. La polizia fascista lo tiene sotto sorveglianza e infatti attraverso una delazione riesce anche ad arrestarlo. Il 18 febbraio del 1944 corre il rischio di essere fucilato, ma viene invece liberato.
Ritorna alla vita pastorale con il trasferimento ad altra parrocchia. Muore in un incidente stradale il 30 dicembre 1960.

## Premi e riconoscimenti
Milano, il 28 settembre 1986 viene insignito della medaglia d'oro alla memoria per l'attività svolta in favore di profughi ebrei, sbandati e partigiani fuggitivi; nel capoluogo lombardo gli è stata anche dedicata una via.